# 马尔切洛·索莱里

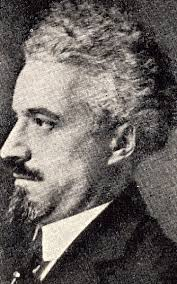
时任库内奥市长的马塞洛·索莱里

马塞洛·索莱里（義大利語：Marcello Soleri，1882年4月28日—1945年7月22日），是一位意大利政治家，他也曾是著名的阿尔皮尼步兵团的指挥官。索莱里与乔瓦尼·乔利蒂、贝内德托·克罗齐、路易吉·伊诺第一起被公认为是二十世纪意大利的四位自由主义代表人物。他在1913年至1929年期间被选为意大利王国众议院议员，1921年至1922年他先后担任王国财政大臣及战争大臣。1922年10月底，法西斯党领袖贝尼托·墨索里尼率领黑衫军党徒向罗马进军，时任法克塔内阁战争大臣的索莱里力主使用武力镇压叛乱，然而国王拒绝批准戒严，导致内阁总辞职。墨索里尼掌权后实行法西斯一党独裁，索莱里便回到了家乡库内奥重新从事律师的职业。1943年法西斯政权倒台后，索莱里于次年重返政界出任博诺米内阁的财政大臣。